# Gare d’Anizy - Pinon
Gare d’Anizy - Pinon vasútállomás Franciaországban, Pinon településen.

## Vasútvonalak
Az állomást az alábbi vasútvonalak érintik:
- La Plain-Hirson-vasútvonal
- Ligne d'Anizy-Pinon à Chauny

## Kapcsolódó állomások
A vasútállomáshoz az alábbi állomások vannak a legközelebb:
- Gare de Soissons
- Gare de Laon
- Gare de Clacy - Mons
- Gare de Vauxaillon